# Пісняр-лісовик антильський
Пісняр-лісовик антильський (Setophaga adelaidae) — вид горобцеподібних птахів родини піснярових (Parulidae). Поширений на Малих Антильських островах.

## Назва
Наукова назва виду присвячена Аделаїді Свіфт, доньці Роберта Свіфта, який зловив типовий екземпляр, за яким був описаний вид.

## Поширення
Вид поширений на острові Пуерто-Рико та острові В'єкес. Мешкає в сухих лісах південного регіону Пуерто-Рико, таких як державний лісовий заповідник Гуаніка, з деякими локалітетами в північних вологих лісах і центральному гірському хребті Центральні Кордильєри.

## Опис
Дрібний птах, завдовжки близько 12 см і важить в середньому 7 г. Має в основному сіру верхню частину та насичено-жовтий низ, за винятком нижньої частини хвоста, яка біла. Він має жовті надбрівні смуги, що тягнуться до лорума , і білуватий півмісяць під кожним оком.

## Спосіб життя
Це комахоїдний птах, який харчується, у середніх і верхніх рівнях лісу. Він також іноді їсть павуків і дрібних земноводних,. Цей вид зазвичай пересувається змішаними зграями з іншими видами горобцеподібних.
Будує гніздо на висоті від 1 до 7 метрів, куди самиця зазвичай відкладає від 2 до 4 крапчастих яєць.